# Gspon
Koordinaten: 46° 13′ 33,6″ N, 7° 54′ 6,1″ O; CH1903: 635726 / 119500

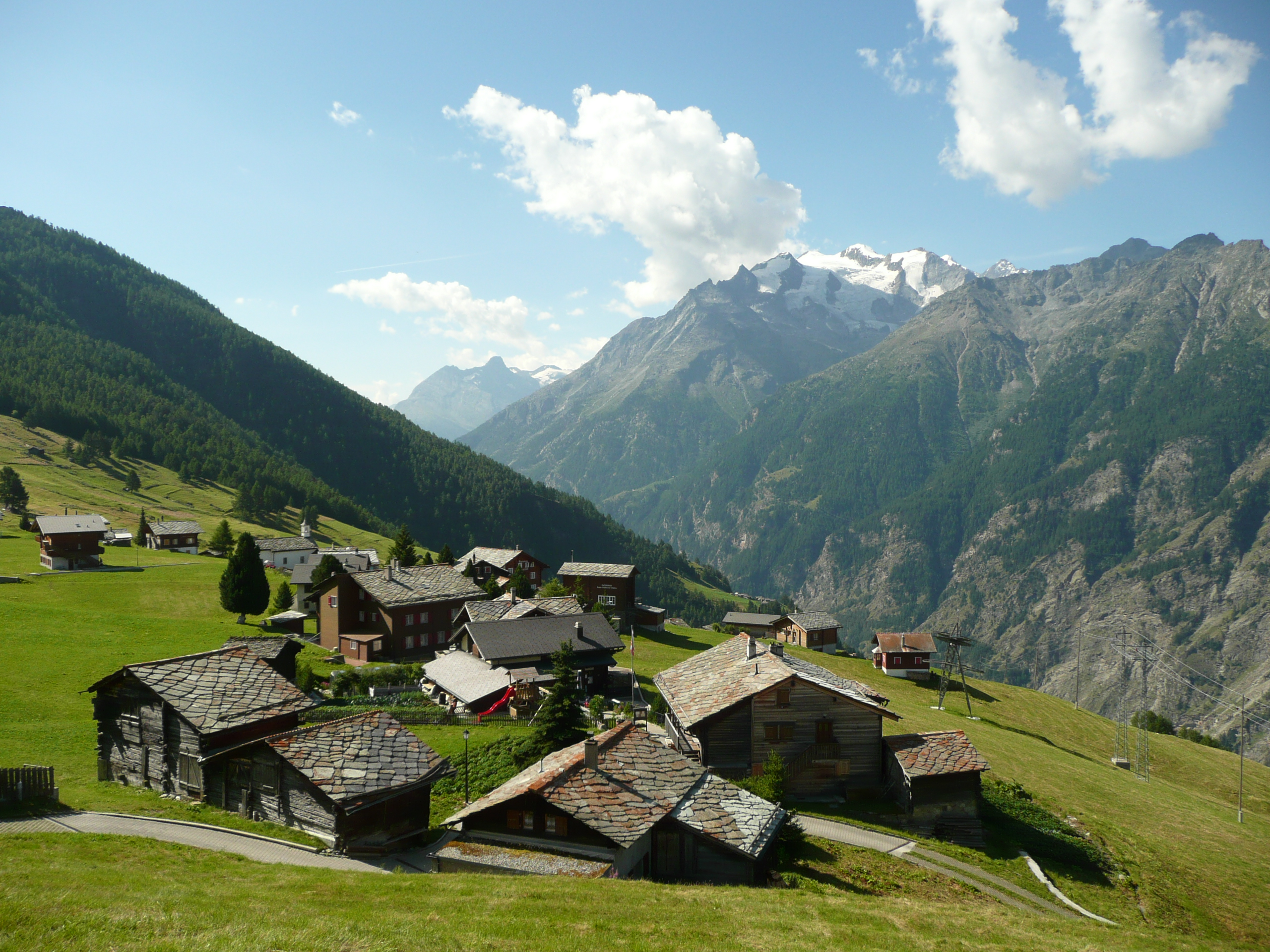
Blick auf Gspon mit Balfrin im Hintergrund

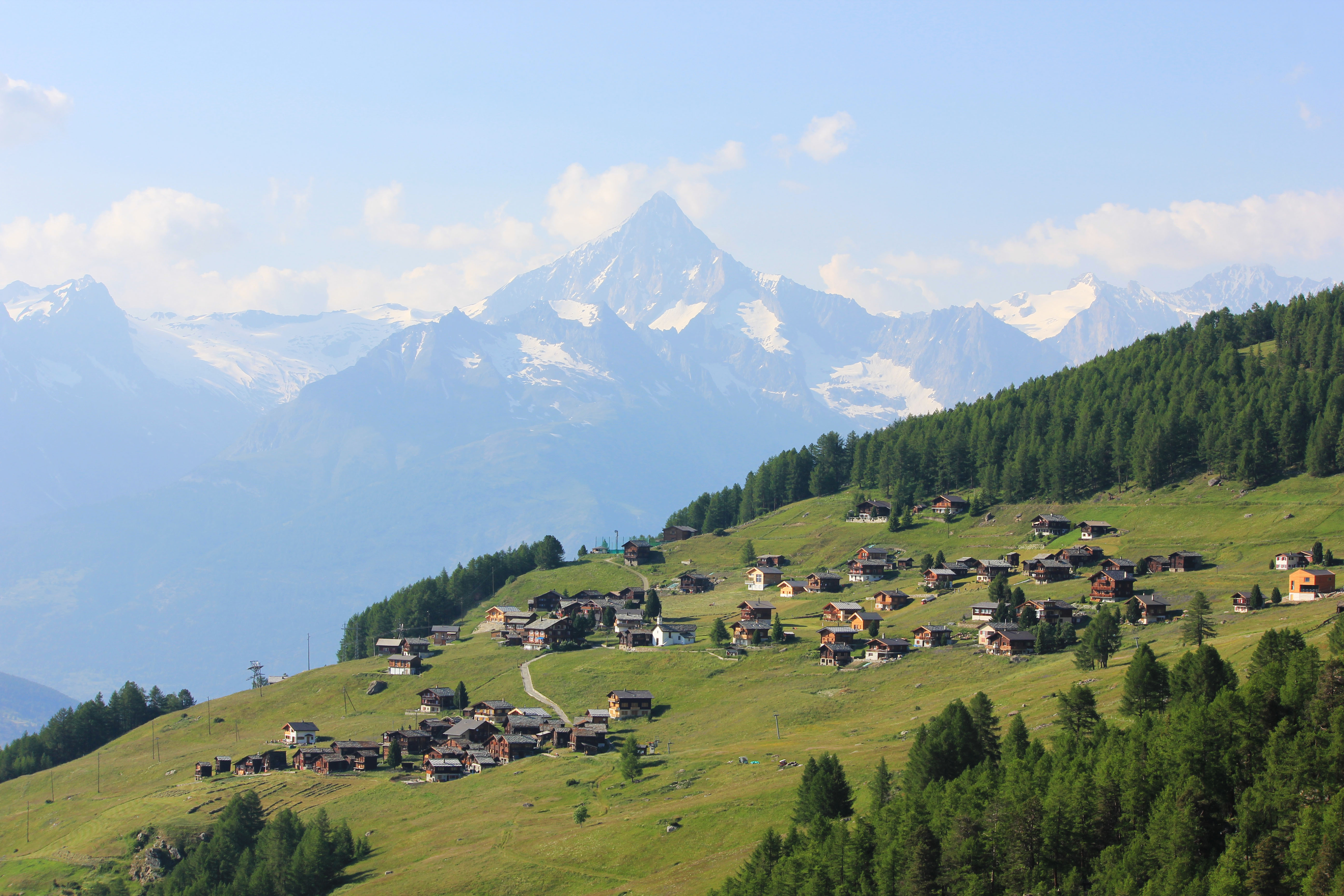
Blick auf Gspon, das Bietschhorn im Hintergrund

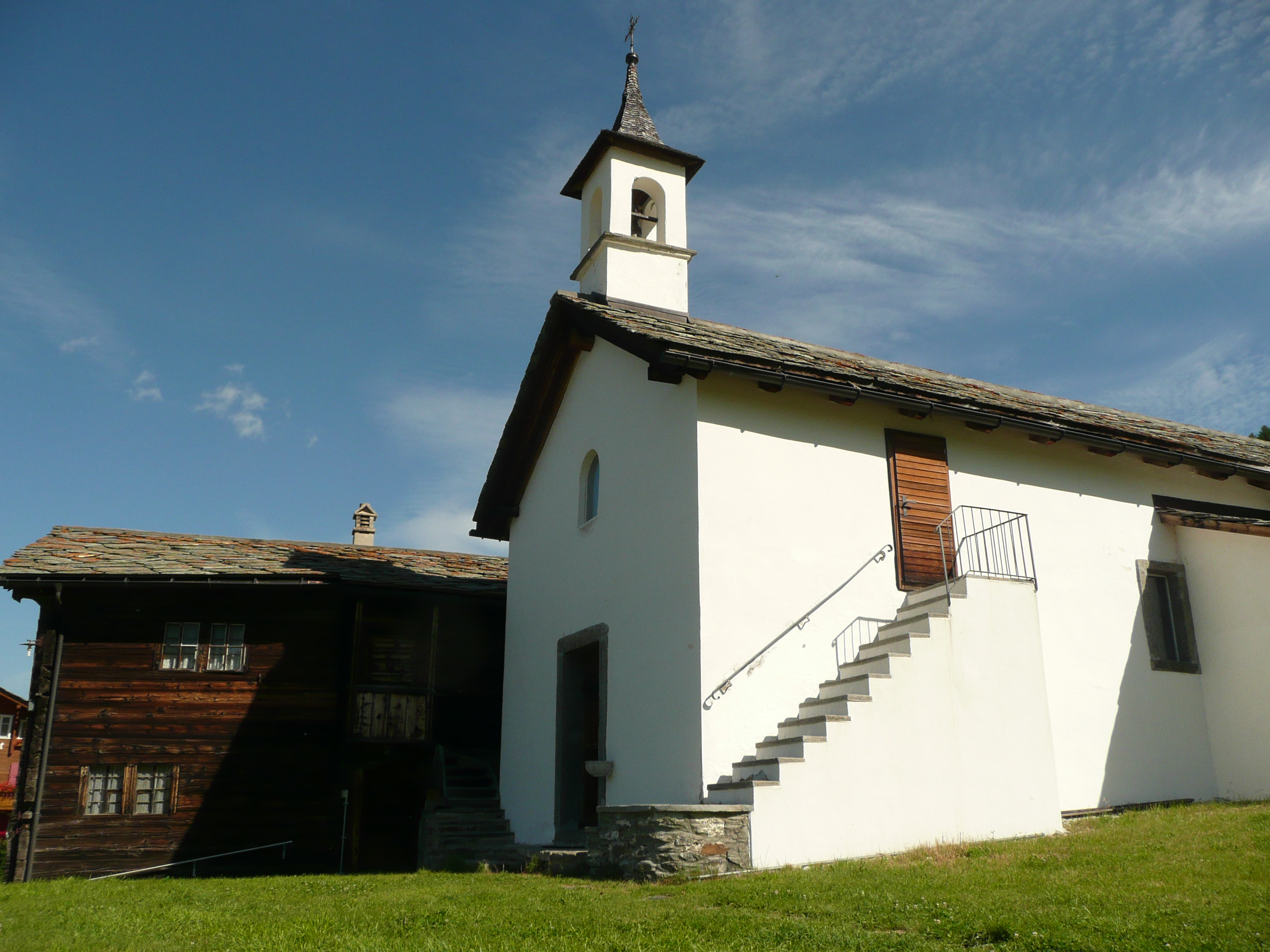
Kapelle von Gspon

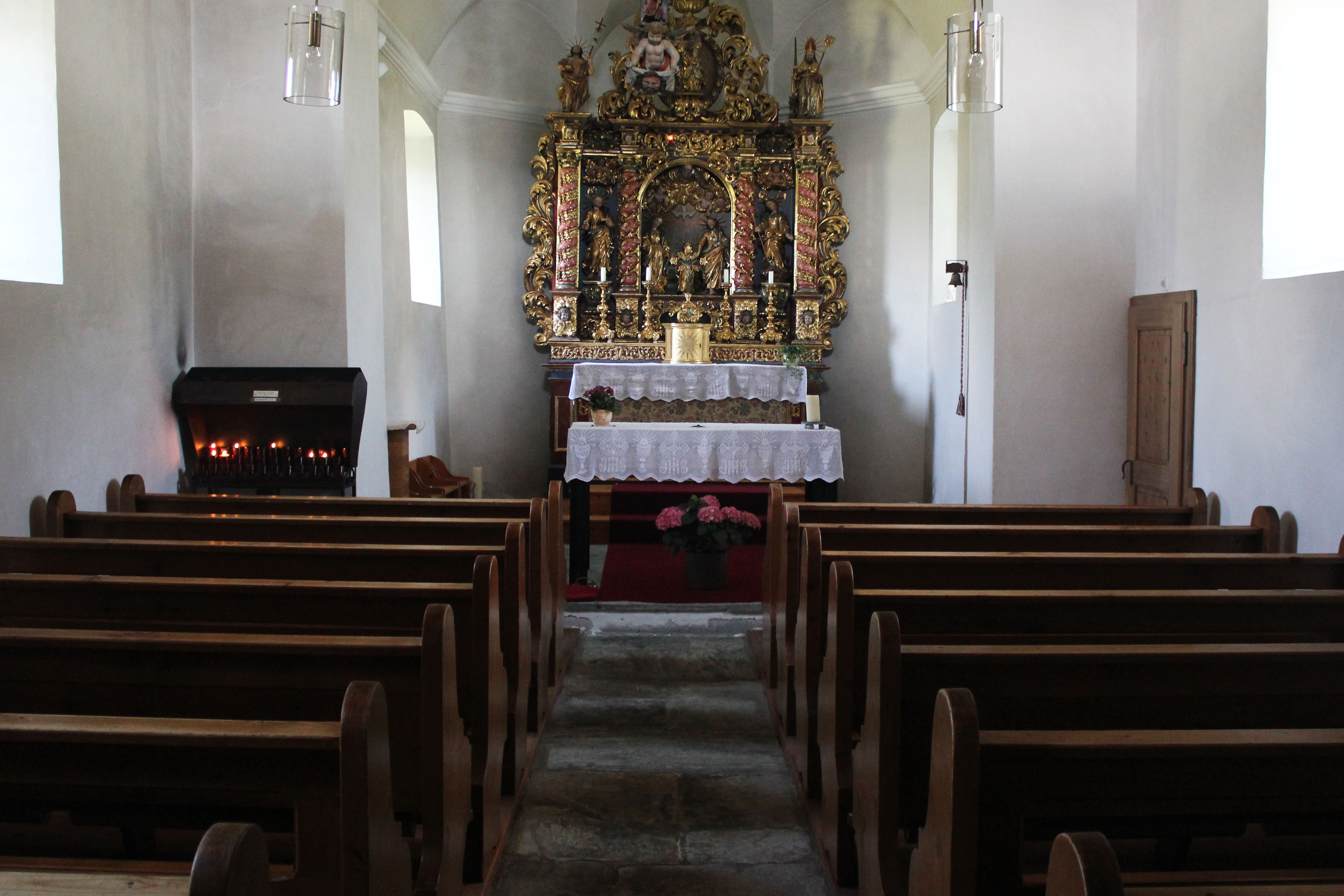
Innenansicht der Kapelle mit Barockaltar

Gspon ist ein Weiler der Gemeinde Staldenried auf 1893 m ü. M. im Bezirk Visp im deutschsprachigen Teil des Kantons Wallis in der Schweiz.

## Geographie
Gspon ist das touristische Zentrum der Gemeinde Staldenried und liegt auf einer Sonnenterrasse hoch über dem Saastal. Der Weiler ist seit 1951 mit einer kleinen Luftseilbahn für zehn Personen in zwei Sektionen vom Bahnhof Stalden der Matterhorn-Gotthard-Bahn über den Weiler Zur Tanne der Gemeinde Staldenried erreichbar. Die Bahn wurde 2018 stillgelegt und abgebrochen. Am 22. Dezember 2018 wurde die neue Bahn in Betrieb genommen.

### Klima
Gspon liegt in der niederschlagsärmsten Region der Schweiz. Nirgends sonst im Alpenraum liegt die Baumgrenze höher als in Gspon.

## Geschichte und Kultur
Urkundlich erwähnt wird Gspon erstmals im Jahr 1237 unter dem Namen Guechebon. Damals war die Ortschaft eine eigene Gemeinde. Der wichtige Handelsweg von Visp im Rhonetal ins Saastal und über den Monte-Moro-Pass nach Italien führte im Mittelalter nicht durch den unsicheren Talgrund, sondern über Visperterminen und Gspon nach Saas-Grund. Erst im 16. Jahrhundert wanderten Einwohner Gspons weiter hinab und gründeten nach Waldrodungen neue Gemeinden. 1548 fusionierten die Kleingemeinden zur Gemeinde Ried am Berg, heute Staldenried.
Mitten in Gspon befindet sich das Wahrzeichen des Weilers, die St.-Anna-Kapelle aus dem Jahr 1691. In der Apsis des sorgfältig renovierten Gotteshauses steht ein prunkvoller Barockaltar. Ausserdem beherbergt die Kapelle einen traditionellen 14-teiligen Kreuzweg, ein Zeitzeuge spätmittelalterlicher Kunst. Messen finden heute nur noch sporadisch statt. Das Pfarrhaus, das sich gleich daneben befindet, wurde 1803 errichtet. Spätestens ab 1844 fungierte es als Schulhaus. Im Jahr 1954 wurde die Schule in jenes Gebäude verlegt, in dem sich heute der Konsum (kleiner Einkaufsladen) befindet. Seit 1973 findet in Gspon kein Unterricht mehr statt.
1951 wurde die Luftseilbahn, die von Stalden nach Staldenried und weiter nach Gspon führt, in Betrieb genommen. Seither nahm die soziale, wirtschaftliche und touristische Bedeutung des Weilers stetig zu. Diese Tatsache zeigt sich deutlich in der verstärkten Bautätigkeit der letzten Jahrzehnte und dem Entstehen öffentlicher Einrichtungen (z. B. Gasthöfe, Fussballplatz, Gruppenunterkunft).

### Halbnomadische Lebensweise
Bevor die Auswirkungen der Globalisierung im Alltagsleben Einzug hielten, war für die Bewohner der Walliser Berggemeinden eine halbnomadische Lebensweise üblich. Viele betrieben neben- oder hauptberuflich Viehzucht und Ackerbau. Dies ermöglichte eine Lebensform, die weitgehend von der Selbstversorgung geprägt war. Aufgrund des trockenen Klimas entwickelte sich eine typisch europäische Form des Halbnomadismus. Dies zeigte sich darin, dass viele Familien mehrere Häuser in verschiedenen Weilern besassen. So hatte man beispielsweise Zur Tanne den Hauptwohnsitz und in Gspon ein Maiensäss. Die Jahreszeiten bestimmten jeweils den Aufenthalt von Mensch und Tier. So zügelte man hinauf und hinab und hielt sich dort auf, wo gerade genügend Kraut und Heu für die Tiere vorhanden war. Diese Tradition führte dazu, dass die Weiler nicht mehr ganzjährig bewohnt wurden.
Die nomadische Lebensweise hat sich bis zum heutigen Tag erhalten. Zwar leben die meisten Einwohner nicht mehr von der Landwirtschaft und sind folglich nicht auf mehrere Wohnsitze angewiesen, aber eine Zweitwohnung in Gspon ist bei den Einheimischen als Ferien- und Wochenendhaus nach wie vor sehr beliebt.

## Tourismus

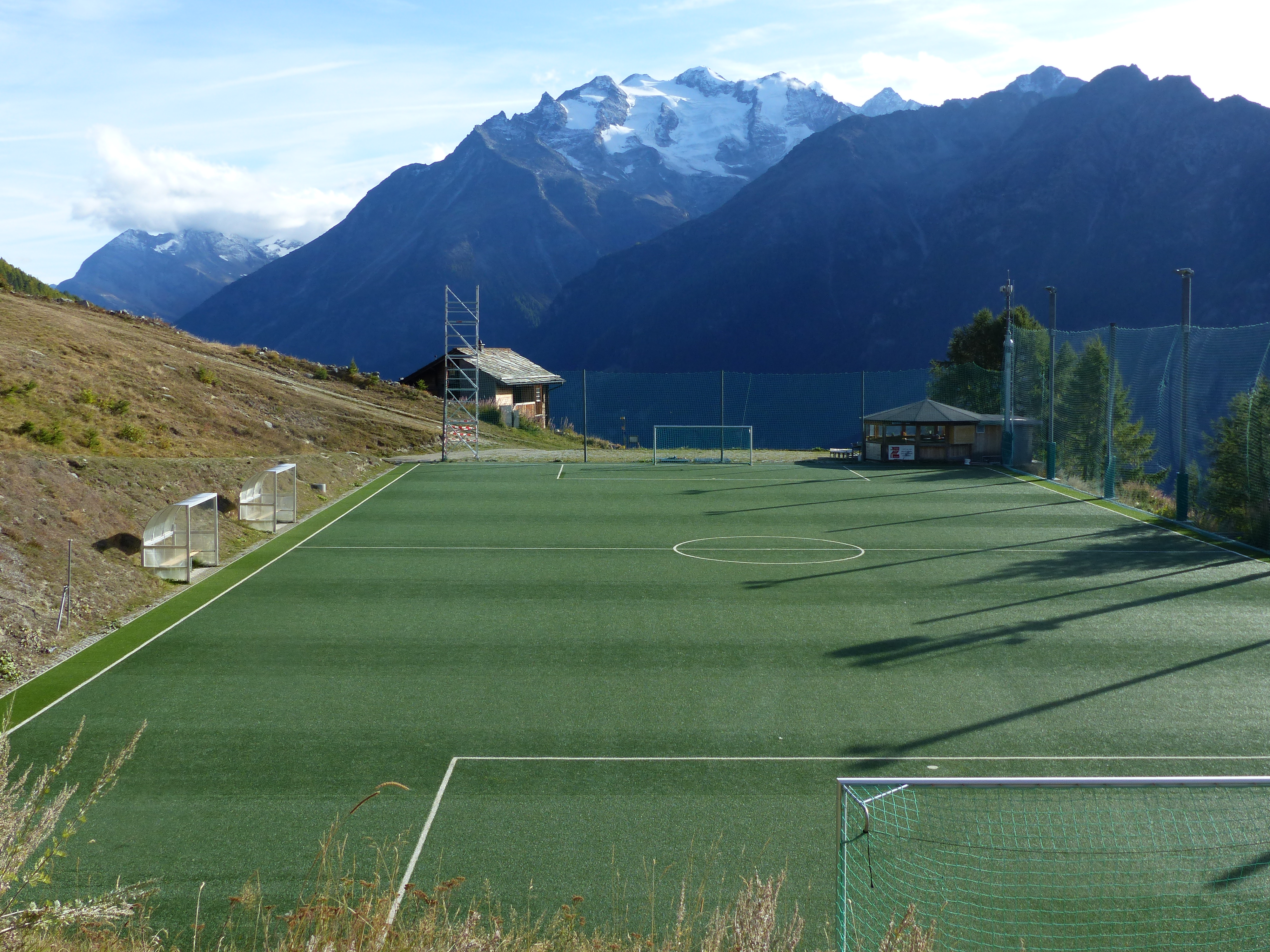
Der Fussballplatz mit Balfrin im Hintergrund

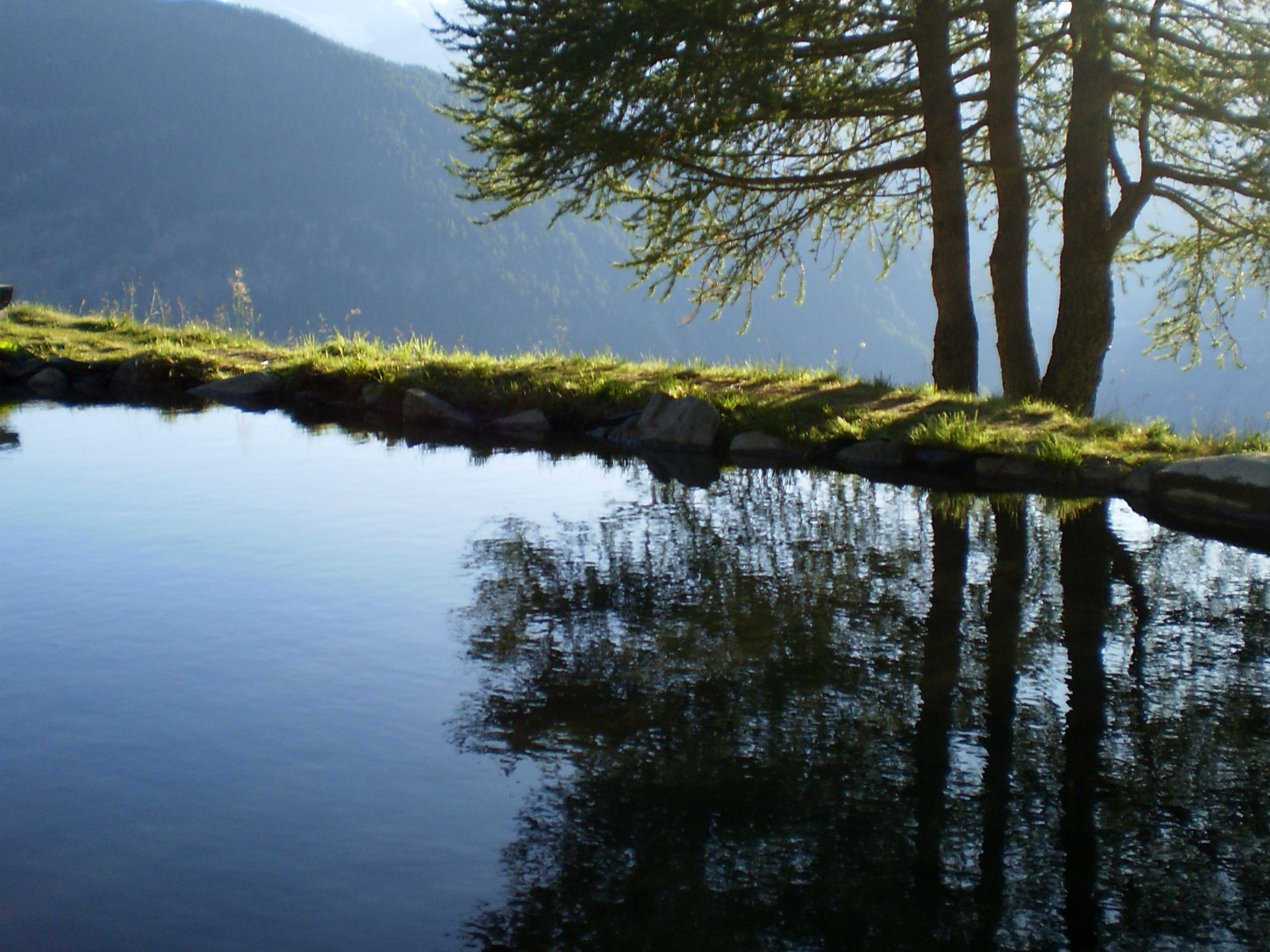
Im Wierli wird das Wasser der Gsponeri gestaut

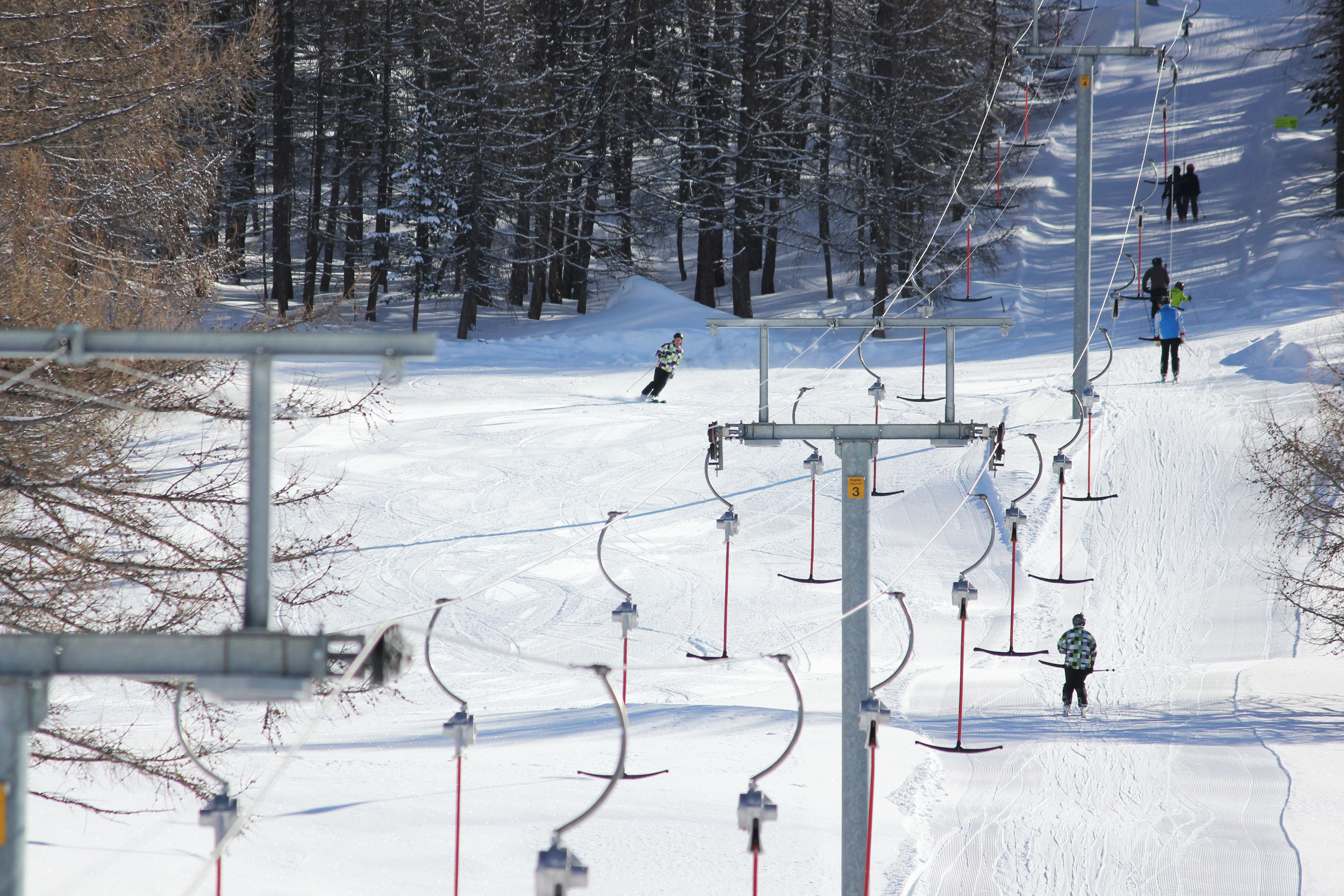
Unterer Skilift

Heute ist Gspon ein beliebter kleiner, autofreier und nicht ganzjährig bewohnter Ferienort mit einem Hotel, zwei Restaurants, einem Konsum, Ferienwohnungen und einer Gruppenunterkunft. Neben dem höchstgelegenen Fussballplatz Europas gibt es in Gspon eine familienfreundliche Feuerstelle beim Stausee «Wierli».

### Sommer
Gspon ist Ausgangs- und Endpunkt zahlreicher Wanderungen. Die nationale Wanderroute 6 Alpenpässe-Weg von Wanderland Schweiz führt vom Simplonpass her kommend via Gspon nach Saas-Fee. Der beliebte Gsponer Höhenweg nach Saas-Grund resp. Hohsaas ist Teil dieser neuen nationalen Wanderroute.
In Gspon befinden sich mit zwei Suonen die höchstgelegenen Wasserführen ihrer Art in der Schweiz. Seit geraumer Zeit wird hierüber das Wasser zum Bewässern der Weiden in Gspon (die hiesige Suone heisst «Gsponeri») vom Gletschergebiet ins Dorf geführt und im «Wierli» (kleiner Weiher) gestaut. Das Handwerk des «Wässerns» wird heute nur noch von wenigen Personen gepflegt.

### Winter
Zwei Skilifte führen bis auf eine Höhe von 2200 m ü. M. Die Pisten sind komplett künstlich beschneit. Eine Schlittelbahn führt zur Mittelstation der Luftseilbahn.

## Sehenswürdigkeiten

### Kulturelle Güter
- In Gspon befindet sich die sehenswerte St.-Anna-Kapelle aus dem Jahr 1691. Sie beherbergt einen traditionellen, 14-teiligen Kreuzweg und einen barocken Altar.
- Ausserdem trifft man in Gspon auf die beiden höchstgelegenen Wasserfuhren der Schweiz, die noch in Betrieb sind. Ein Rundwanderweg führt an ihnen vorbei.
- Unter anderem im Dorfteil «Ze Hischinu» finden sich typische Walliser Wohnhäuser, Ställe und Speicher. Einige von ihnen stammen aus dem 16. Jahrhundert.

### Sport
Auf rund 1920 Metern Höhe unterhält die Gemeinde einen Fussballplatz, den wohl höchstgelegenen Europas. 2008 wurde dort die Bergdorf-Europameisterschaft, analog zu der im gleichen Jahr stattgefundenen Euro 2008 in der Schweiz und in Österreich, ausgetragen.